# Eremopola
Eremopola é um gênero de traça pertencente à família Arctiidae.